# Agnurodesmus siolii
Agnurodesmus siolii är en mångfotingart som beskrevs av Sergei I. Golovatch 2000. Agnurodesmus siolii ingår i släktet Agnurodesmus och familjen Cyrtodesmidae. Inga underarter finns listade i Catalogue of Life.